# 대한민국의 만화 목록
다음은 대한민국의 만화 목록이다.

## 가
- 가로세로 세계사
- 공포의 외인구단
- 괴협전
- 교무의원
- 굿 타임
- 궁
- 귀여운 쪼꼬미

## 나
- 날아라 슈퍼보드
- 낢이 사는 이야기
- 내 친구 우비소년

## 다
- 대마왕
- 도자기
- 드래곤볼

## 라
- 라크나로크
- 로봇 찌빠
- 롤링스타즈
- 르브바하프 왕국 재건설기
- 리니지

## 마
- 마법천자문
- 마음의 소리
- 만화로 보는 그리스 로마 신화
- 먼나라 이웃나라
- 메리 고드윈
- 무술소년 꼬망

## 사
- 삼국전투기
- 삼국쥐 전
- 소마신화전기
- 수사 9단
- 슈퍼햄스밴드
- 식객
- 신암행어사

## 아
- 아기공룡 둘리
- 아일랜드
- 아카시아
- 야이노마
- 안녕 자두야
- 열혈강호
- 영심이
- 영혼기병 라젠카
- 오디션
- 온
- 와탕카
- 용비불패
- 유후와 친구들
- 입시명문 사립 정글고등학교
- 열혈강호

## 자
- 자본주의, 공산주의

## 차
- 천년사랑 아카시아
- 천방지축 하니

## 카
- 큐피드

## 타
- 타로 카페
- 태극천자문
- 트라우마

## 파
- 팬텀 2040
- 풀하우스
- 프리스트
- 플라티나

## 하
- 힙합